# Triathlon na Igrzyskach Wspólnoty Narodów 2022
Triathlon na Igrzyskach Wspólnoty Narodów 2022 odbył się w dniach 29–31 lipca 2022 roku w Sutton Park w Sutton Coldfield położonym w pobliżu gospodarza zawodów, Birmingham. Stu piętnastu zawodników obojga płci rywalizowało w pięciu konkurencjach.

## Podsumowanie

### Klasyfikacja medalowa
| Klasyfikacja medalowa | Klasyfikacja medalowa | Klasyfikacja medalowa | Klasyfikacja medalowa | Klasyfikacja medalowa | Klasyfikacja medalowa |
| Miejsce               | państwo               | Złoto                 | Srebro                | Brąz                  | Razem                 |
| --------------------- | --------------------- | --------------------- | --------------------- | --------------------- | --------------------- |
| 1                     | Anglia                | 4                     | 1                     | 0                     | 5                     |
| 2                     | Bermudy               | 1                     | 0                     | 0                     | 1                     |
| 3                     | Australia             | 0                     | 1                     | 3                     | 4                     |
| 4                     | Nowa Zelandia         | 0                     | 1                     | 0                     | 1                     |
| =                     | Irlandia Północna     | 0                     | 1                     | 0                     | 1                     |
| =                     | Walia                 | 0                     | 1                     | 0                     | 1                     |
| 7                     | Kanada                | 0                     | 0                     | 1                     | 1                     |
| =                     | Szkocja               | 0                     | 0                     | 1                     | 1                     |
| Razem                 | Razem                 | 5                     | 5                     | 5                     | 15                    |

### Medaliści
| Konkurencja            | 1. miejsce                                                                    | 2. miejsce                                                           | 3. miejsce                                                                           |
| ---------------------- | ----------------------------------------------------------------------------- | -------------------------------------------------------------------- | ------------------------------------------------------------------------------------ |
| Mężczyźni              | Alex Yee                                                                      | Hayden Wilde                                                         | Matt Hauser                                                                          |
| Kobiety                | Flora Duffy                                                                   | Georgia Taylor-Brown                                                 | Beth Potter                                                                          |
| Sztafety mieszane      | Anglia · Alex Yee · Sophie Coldwell · Samuel Dickinson · Georgia Taylor-Brown | Walia · Iestyn Harrett · Olivia Mathias · Dominic Coy · Non Stanford | Australia · Jacob Birtwhistle · Natalie van Coevorden · Matthew Hauser · Sophie Linn |
| Paratriathlon mężczyzn | David Ellis                                                                   | Sam Harding                                                          | Jonathan Goerlach                                                                    |
| Paratriathlon kobiet   | Katie Crowhurst                                                               | Chloe MacCombe                                                       | Jessica Tuomela                                                                      |